# Jeg er en tosset spillemand
Jeg er en tosset spillemand er en LP af Povl Dissing udgivet i 1969. Pladen var en opsamling af tidligere singler, bl.a. sammen med Benny Holst og sammen med Beefeaters.

## Spor
| #   | Titel                          | Længde |
| --- | ------------------------------ | ------ |
| 1.  | "Spillemanden"                 | 2:56   |
| 2.  | "Kvælerslangen"                | 2:31   |
| 3.  | "Lille sommerfugl"             | 3:59   |
| 4.  | "Den grimmeste mand i byen"    | 3:07   |
| 5.  | "Jeg tændte ingen sol for dig" | 4:54   |
| 6.  | "25 minutter endnu"            | 4:26   |
| 7.  | "Troubadouren"                 | 3:44   |
| 8.  | "Floobie doobie doo"           | 3:37   |
| 9.  | "Tak for gode som for onde år" | 5:59   |
| 10. | "Han skød pistolen af"         | 3:43   |
| 11. | "Lad mig blive noget"          | 4:21   |

## Eksterne kilder og henvisninger
- MusicBrainz